# Ameropterus misionarius
Ameropterus misionarius là một loài côn trùng trong họ Ascalaphidae thuộc bộ Neuroptera. Loài này được Williner miêu tả năm 1945.